# Абіссинська криза
Абіссинська криза (італ. Incidente di Ual Ual) — міжнародна криза 1934 року, яка виникла через інцидент навколо ефіопської оази Уал-Уал у контексті наростання напруженості відносин між Італійським королівством та Ефіопською імперією (тоді широко знана як «Абіссинія»). Й Ефіопія, й Італія здійснювали провокації один проти одного.
Ліга Націй винесла рішення проти Італії та проголосувала за економічні санкції, але вони ніколи не застосовувались повністю. Італія проігнорувала санкції, вийшла з Ліги, уклала спеціальні угоди зі Сполученим Королівством та Францією і, зрештою, анексувала та окупувала Абіссинію після перемоги у Другій італо-ефіопській війні. Криза дискредитувала Лігу і допомогла фашистській Італії рухатись до Сталевого пакту, союзу з нацистською Німеччиною. Криза продемонструвала неспроможність Ліги Націй як інструменту регулювання міжнародних відносин та мала тривалі далекосяжні наслідки для усієї системи міжнародного порядку, що домінував після завершення Першої світової війни.

## Історія

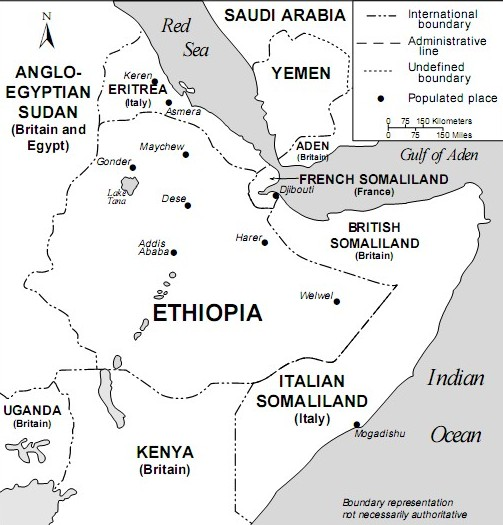

### Перебіг подій
За умовами Італійсько-ефіопського договору 1928 року кордон між італійським Сомалілендом та Ефіопією простягався на відстані 21 ліга від узбережжя Бенадіру та йшов паралельно йому приблизно 118,3 км. У 1930 році Італія побудувала форт в оазі Уал-Уал на сході Огадена, далеко за межами умовного кордону, фактично він знаходився приблизно в 130 км всередині Ефіопії.
22 листопада 1934 року ефіопський загін у 1000 міліціонерів з трьома фітаурарі (ефіопськими військово-політичними командирами) прибули до оази Уал-Уал і офіційно попросили розміщений там гарнізон Дубатів (який нараховував близько 60 солдатів) залишити форт та відступити з цих земель. Сомалійський підполковник, який керував гарнізоном, відмовився виводити свої війська та попередив командира гарнізону Уардер, що стояв на відстані 20 кілометрів, про те, що сталося.
Наступного дня, в ході обстеження кордону між Британським Сомалілендом та Ефіопією, англо-ефіопська прикордонна комісія прибула до Уал-Уал. Комісія зіткнулася з нещодавно прибулими італійськими силами. Британські члени прикордонної комісії протестували, але відступили, щоб уникнути міжнародного інциденту. Ефіопські члени прикордонної комісії, однак, залишились в Уал-Уал.
З 5 до 7 грудня з причин, які ніколи не були чітко визначені, відбулися сутички між гарнізоном сомалійців, які перебували на італійській службі, та силами озброєних ефіопів. За словами італійців, ефіопи атакували сомалійців рушничним та кулеметним вогнем. За словами ефіопів, італійці напали на них і були підтримані двома танками та трьома літаками. Врешті-решт у ході зіткнень загинуло приблизно 107 ефіопів та 50 італійців і сомалійців.
Жодна зі сторін нічого не робила, щоб уникнути конфронтації; ефіопи неодноразово загрожували італійському гарнізону загрозою збройного нападу, а італійці направили два літаки на ефіопський табір, які його обстріляли з кулеметів.

### Спроби врегулювання
6 грудня 1934 року імператор Ефіопії Хайле Селассіє I подав офіційний протест проти італійської агресії під Уал-Уалом. Своєю чергою, 8 грудня Італія вимагала вибачення за ефіопську агресію, а 11 грудня вона додала до своїх вимог фінансову та стратегічну компенсацію.
3 січня 1935 року Ефіопія звернулася до Ліги Націй з проханням про арбітраж спору, що виник внаслідок інциденту за Уал-Уал. Однак Ліга Націй не змогла винести результативного рішення. Подальший аналіз арбітражного комітету Ліги Націй звільнив обидві сторони від будь-якої вини у всіх подіях.
7 січня відбулася зустріч французького міністра закордонних справ Лаваля та італійського диктатора Беніто Муссоліні. За угодою Італія отримала територію на африканському узбережжі Баб-ель-Мандебської протоки, на частині французького Сомаліленду, загальною площею близько 800 км² і загальною протяжністю вздовж моря 22 кілометри, а також невеликий прилеглий острів Думейра. Для завойовницьких планів Муссоліні в Африці ця берегова ділянка мала істотне стратегічне значення. Ця угода, по суті, дала Італії вільні руки у справі з Ефіопією. В обмін Франція сподівалася на підтримку Італії проти Німеччини.
10 лютого 1935 року Муссоліні мобілізував дві дивізії. 23 лютого Муссоліні почав відправляти велику кількість військ до Еритреї та Італійського Сомаліленду, італійські колонії, які межували з Ефіопією на північному сході та південному сході відповідно. Міжнародна реакція на нагнітання обстави на Африканському розі була мінімальною.
Італія ж продовжувала зосереджувати свої війська на кордонах з Ефіопією, не приховуючи підготовки до вторгнення. 8 березня 1935 року, а потім 11 травня Ефіопія звернулася до Ліги Націй з проханням про арбітраж, зазначивши нарощування італійських збройних сил. Однак чиновники Ліги загрузли в бюрократії, всіляко затягуючи розгляд питання. Лише 4 вересня Ліга Націй змогла розглянути «інцидент в Уал-Уалі», залишивши колишній вердикт, попри те, що окремі країни вже прийняли санкції щодо Італії.
3 жовтня 1935 року, незабаром після того, як Ліга винесла свій вердикт обидві сторони в інцидент з Уал-Уалі, італійські збройні сили з Еритреї вторглися в Ефіопію без оголошення війни, що спонукало Ефіопію оголосити війну Італії і, таким чином, почати Другу італо-ефіопську війну.
Абіссинська криза довела повну неспроможність Ліги Націй, членами якої були й Італія, і Ефіопія, у врегулюванні міжнародних конфліктів. Поряд з Громадянською війною в Іспанії і японсько-китайською війною, що почалася в 1937 році, італо-ефіопську війну, часто вважають початковою стадією Другої світової війни.